# Spinosomatidia obesa
Spinosomatidia obesa là một loài bọ cánh cứng trong họ Cerambycidae.